# Grigori Alexejewitsch Jawlinski

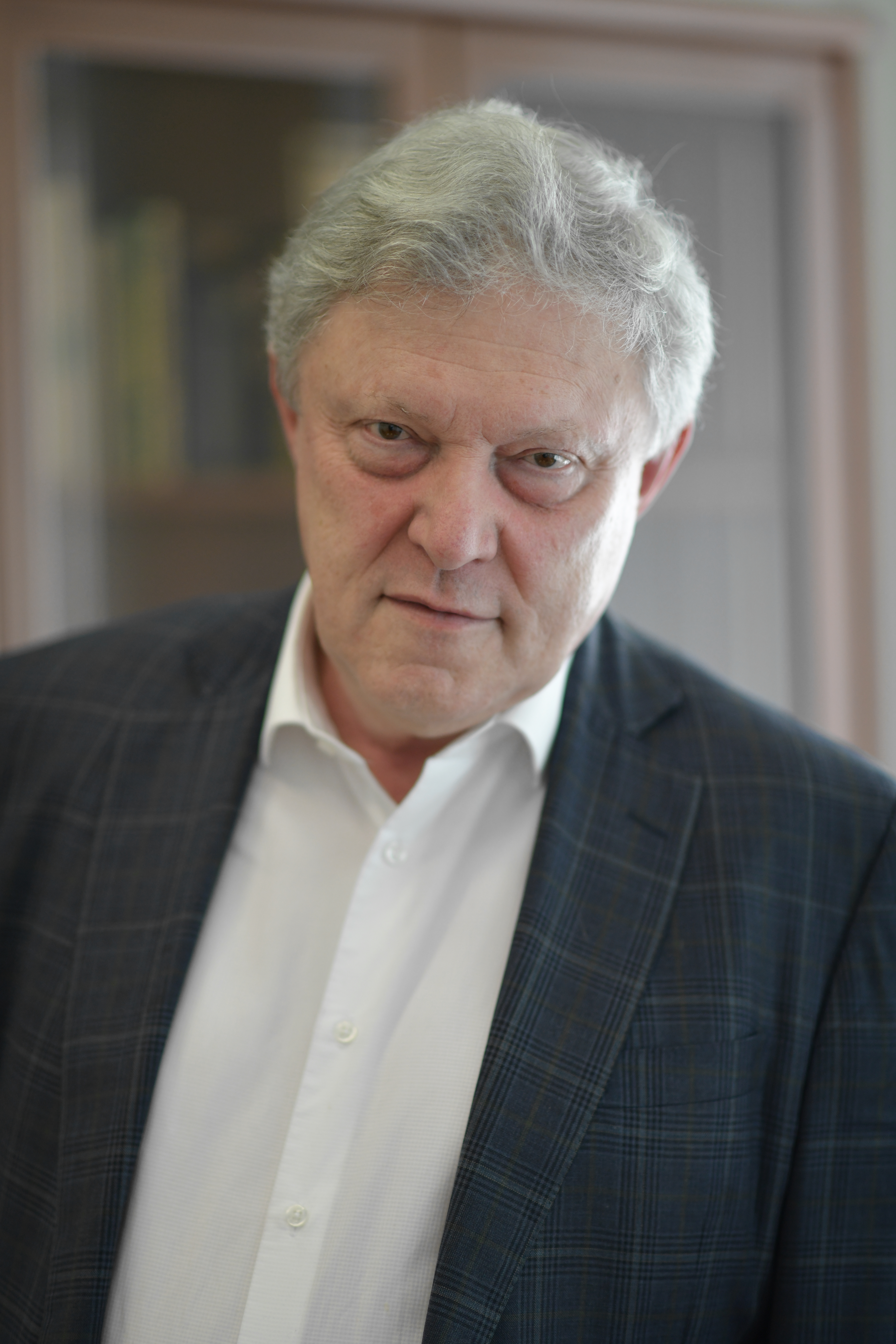
Grigori Jawlinski (2023)

Grigori Alexejewitsch Jawlinski (russisch Григо́рий Алексе́евич Явли́нский; * 10. April 1952 in Lwiw, heute Ukraine) ist ein russischer liberaler Politiker und Wirtschaftswissenschaftler. Er war von 1993 bis 2008 Vorsitzender der Partei Jabloko und mehrmals Präsidentschaftskandidat seiner Partei.

## Biografie
Jawlinski wuchs in Lwiw auf. Sein Vater war Offizier der Sowjetarmee, seine Mutter Chemikerin. 1969 nahm Jawlinski in Moskau ein Studium der Wirtschaftswissenschaften an der Plechanow-Akademie für Wirtschaft mit Schwerpunkt Arbeitswirtschaft auf und schloss es 1973 ab. Danach arbeitete er dort als wissenschaftlicher Mitarbeiter und verteidigte seine Dissertation zum Thema „Die Vervollkommnung der Arbeitsteilung bei den Arbeitern in der chemischen Industrie“. 1976 wechselte er an ein Forschungsinstitut für Steinkohlebergbau, wo er im Bereich Personalwesen tätig wurde. Von 1980 bis 1984 arbeitete Jawlinski als Leiter der Abteilung Schwerindustrie im staatlichen Forschungsinstitut für Arbeit und Soziales und von 1984 bis 1989 als Abteilungsleiter im sowjetischen staatlichen Komitee für Arbeit und Soziales. 1989 wurde er in den Ministerrat der UdSSR berufen, wo er an der Konzeption der Wirtschaftsreformen im Zeichen der „Perestroika“ mitarbeitete.

## Politische Karriere
1990 erarbeitete Jawlinski gemeinsam mit einigen anderen Wirtschaftsexperten, darunter der spätere Finanzminister Michail Sadornow im Ministerrat der RSFSR ein Reformprogramm zur Liberalisierung der sowjetischen Wirtschaft, das den Namen 500 Tage erhielt. Das Programm zielte auf einen raschen Übergang von der Planwirtschaft zur Marktwirtschaft ab, wobei soziale Leistungen gewährleistet bleiben sollten. Dieses Programm wurde vom Obersten Sowjet der RSFSR gebilligt, scheiterte jedoch am Obersten Sowjet der UdSSR, der auf ein Wirtschaftsprogramm des Ministerpräsidenten der UdSSR Nikolai Ryschkow setzte. Dieses Programm sah vor, dass Schwerindustrie, Energetiksektor und Banken in staatlicher Hand unter Kontrolle der KPdSU bleiben. Schließlich legte man sich auf Initiative des Staatschefs Michail Gorbatschow auf ein Kompromissprogramm fest, das Konzepte aus den beiden Programmen enthielt. Diesen Kompromiss lehnte Jawlinski jedoch ab und trat deswegen am 17. Oktober 1990 von seinem Posten im Ministerrat zurück.

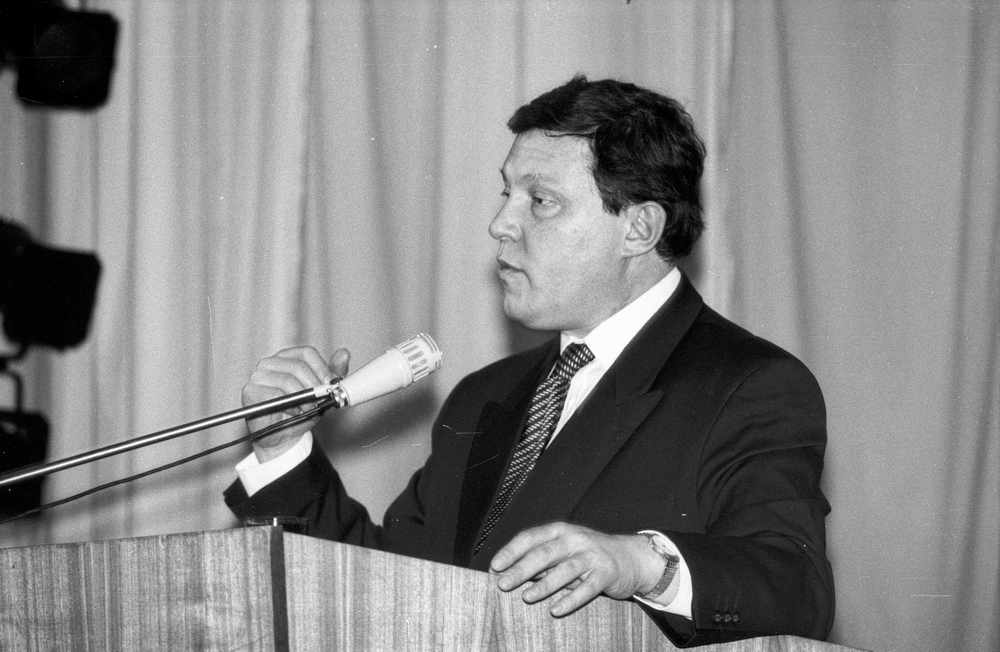
Jawlinski, 1997

Er gründete daraufhin ein Wirtschaftsforschungsinstitut, das 1991 ein weiteres Reformprogramm entwickelte, welches jedoch nicht realisiert wurde. Nach dem Augustputsch, bei dem Jawlinski Boris Jelzin unterstützte, ernannte Gorbatschow Jawlinski zum stellvertretenden Ministerpräsidenten, der für Reformen der mittlerweile fast völlig zum Erliegen gekommenen Wirtschaft der Sowjetunion zuständig war. Seine Arbeitsgruppe erarbeitete ein Konzept für einen einheitlichen Wirtschaftsraum der früheren Sowjetrepubliken, das jedoch von Boris Jelzin abgelehnt wurde. Nach der endgültigen Auflösung der Sowjetunion trat Jawlinski aus der Regierung zurück.
1992 schlug er erneut ein Liberalisierungsprogramm als Alternative der damaligen Wirtschaftsreformen unter Ministerpräsident Jegor Gaidar vor. Es wurde jedoch nur in der Oblast Nischni Nowgorod mit dem Gouverneur Boris Nemzow versuchsweise umgesetzt. Bei den Dumawahlen 1993 weigerte sich Jawlinski, einen Wahlblock mit anderen demokratischen Reformern einzugehen, darunter der Gruppierung Gaidars. Ein Bündnis aus beiden Gruppierungen hätte die Wahl deutlich gewonnen; So aber siegte die Liberaldemokratische Partei Wladimir Schirinowskis. Jawlinski wurde anschließend von anderen Reformern für die Spaltung der Demokratiebewegung verantwortlich gemacht.
Während des Ersten Tschetschenienkrieges trat Jawlinski mehrfach gegen Jelzins Politik auf und versuchte mit Rebellenchef Dschochar Dudajew zu verhandeln. Im Jahr 2001 stellte er fest, im Grunde seines Herzens sei Putin ein Sowjetmensch und damit in guter Gesellschaft; alle Regierungschefs bis dahin waren ehemalige Mitglieder des Zentralkomitees der KPdSU gewesen oder aber hohe Funktionäre des Geheimdienstes KGB: Das Unglück, das die Russen heimgesucht hatte, komme nicht von der NATO, nicht von den Amerikanern oder „den Juden“. Es rühre von der eigenen politischen Elite her.
Im August 2014 beklagte er, die politische Führung fälle rein politische Entscheide ohne Rücksicht auf die Wirtschaft; das Ziel sei nurmehr der Erhalt des Systems mit seiner Korruption, den TV-Lügen und der Selbstbeweihräucherung. Im März 2015 vertrat er in einem Artikel für die Financial Times die Position, dass der Krieg, welcher in der Ukraine offen geführt werde, faktisch in der ganzen ehemaligen Sowjetunion geführt werde. In der Nowaja gaseta formulierte der Pazifist eine Analogie der letzten 5 Jahre des Zusammenbruchs der Sowjetunion mit den Ereignissen im Jahr 2014. Die Situation Russlands im Jahr 2014 mit seiner Rückwärtsorientierung nicht nur im politischen Sinne, sondern – als Opfer der Politik – auch im wirtschaftlichen Sinne habe nicht die geringste positive Perspektive. Zwar verstehe die Wirtschaftswelt, dass sie mit dieser Politik in die Krise komme, aber sie sei auf eine tödliche Weise mit der Regierungspolitik verbunden.
Im Sommer 2017 begann er, Unterschriften für einen Rückzug der russischen Truppen aus Syrien zu sammeln. Die zugrunde liegende Idee war, dass es nötig sei, die Abenteuer der Außenpolitik zu beenden, um die internen Probleme im sozialen und wirtschaftlichen Bereich zu lösen.

### Jabloko
1993 gründete Jawlinski Jabloko, das anfangs als Wahlblock und später als politische Partei registriert wurde. Bei den Parlamentswahlen 1993 erhielt Jabloko 7,86 % der Stimmen.
Bei den Wahlen 1996 und 2000 kandidierte Jawlinski bei den Präsidentschaftswahlen, kam jedoch nicht über 7,4 % bzw. 5,8 % der Wählerstimmen hinaus. Die Partei Jabloko war in der Duma von 1993 bis 2003 vertreten. Bei den Wahlen 2003 verfehlte sie mit 4,3 % die Fünf-Prozent-Hürde, ebenso wie bei den Duma-Wahlen 2007, als Jabloko mit 1,7 % die auf 7 % heraufgesetzte Sperrklausel verfehlte.
Am 22. Juni 2008 trat Jawlinski als Vorsitzender der Partei zurück. Sein Nachfolger wurde Sergei Mitrochin, der bis dahin die Moskauer Regionalabteilung von Jabloko geleitet hatte. Bei den Duma-Wahlen 2011 verfehlte Jabloko mit 3,43 % die auf 7 % heraufgesetzte Sperrklausel erneut. Nichtsdestoweniger erhielt die Partei mehr Stimmen als bei den vorangegangenen Wahlen, was ihr die staatliche Finanzierung garantierte. Jabloko gelang es auch, die Abgeordneten in drei Regionen, einschließlich in die gesetzgebende Versammlung Sankt Petersburgs, zu entsenden: hier hat die Partei 12,5 Prozent der Stimmen und 6 Mandate bekommen. Jawlinski, der auch die Parteiliste auf diesen Wahlen leitete, hat zugestimmt, die Jabloko-Fraktion in St. Petersburg zu leiten. Er hat das Abgeordnetenmandat am 14. Dezember 2011 bekommen.
Wahlkommission verhindert Kandidatur 2012
Nach der Ankündigung seiner Kandidatur zu den Präsidentschaftswahlen am 4. März 2012 wurde ihm im Januar 2012 die Zulassung zur Präsidentenwahl verweigert, weil nach Angaben der russischen Wahlleitung rund 25 % der zwei Millionen Unterstützerunterschriften gefälscht gewesen seien.

## Positionen

### Zu Alexej Nawalny
Jawlinski äußerte im Februar 2021 seine Kritik am „sinnlosen, antidemokratischen und national-bolschewistischen Populismus und Protestaktivismus“ Nawalnys.

### Russland-Ukraine-Krieg
Jawlinski erklärte vor dem russischen Überfall auf die Ukraine, dass dies „einer ungeheuerlichen Verletzung sämtlicher Normen internationalen Rechts und der Verpflichtungen, die Russland eingegangen ist“ gleichkäme. Wladimir Putin sei auf dem Weg, den „russischen Staat zu zerstören und seine Bürger um ihre Zukunft zu bringen“.

## Sonstiges
Jawlinski lebt in Moskau, ist verheiratet und hat zwei erwachsene Söhne.